# Пирвели Отобая
Пирвели Отобая или Отобая Первая (абх. Отобая I, груз. პირველი ოტობაია) — село в Абхазии, в Галском районе частично признанной Республики Абхазия, согласно административному делению Грузии — в Гальском муниципалитете Абхазской Автономной Республики. Расположено в 20 км к юго-западу от райцентра Гал, у реки Ингури, у границы с краем Самегрело и Земо-Сванети Грузии. В административном отношении село представляет собой административный центр сельской администрации Отобая Первая.

## Границы
На северо-западе и севере сельская администрация Отобая Первая граничит с с/а (селом) Гагида; на юге — с с/а (сёлами) Пичора и Отобая Вторая, на северо-востоке — с с/а (селом) Набакиа.

## Администрация
Сельской администрации Отобая Первая (Пирвели Отобая) подчинены сёла:
- собственно Отобая Первая (Пирвели Отобая, Отобая I), на побережье реки Ингури — 459 человек (1989 г.)
- Зарцупа, к востоку от Отобая I, на побережье реки Ингури — 605 человек (1989 г.)
- Оквиноре (Цыгтвара), к северу от Отобая I — 434 человека (1989 г.)
- Квишона, к западу от Отобая I — 570 человек (1989 г.)
- Рами, к юго-западу от Отобая I — 616 человек (1989 г.)
- Вашкудели (Бгоура), к западу от Отобая I — 587 человек (1989 г.)

## Население
По данным переписи 1989 года на территории сельской администрации (сельсовета) жило 3271 человек, по данным переписи 2011 года население сельской администрации Отобая Первая составило 2772 человек, в основном грузины (99,3 %).